# Общественное Культура
«Общественное Культура» (укр. Суспільне Культура) — украинский общественный телеканал, второй общенациональный телеканал Национальной общественной телерадиокомпании Украины.

## История
Государственная телерадиокомпания «Культура», как юридическое лицо, заявила о себе в информационном пространстве Украины в 2002 году в системе Госкомтелерадио Украины на втором общенациональном и первом Национальном каналах телевидения. В ноябре 2004 года ГТРК «Культура» получила лицензию Национального совета по вопросам телевидения и радиовещания Украины на круглосуточное спутниковое вещание сроком на десять лет.
В апреле 2005 года телеканал «Культура» появился в кабельных сетях Киева и регионов Украины, а также начал спутниковое вещание.
В 2013—2014 годах в рамках реализации государственной политики в области культуры, кабмин выделил на развитие телеканала около 90 миллионов гривен при том, что до этого на него выделялось максимум 12 миллионов гривен в год.
Начиная с 1 января 2017 телеканал начал цифровое вещание в стандарте DVB-T2 вместо ликвидированного БТБ с 7:00-23:00, а с 15 июля круглосуточно на DVB-T2.
8 августа 2017 телеканал провел ребрендинг, в рамках которого телеканал сменил название и логотип на «UA: Культура», что было одним из этапов создания и развития телеканалов общественного вещания.
C 11 декабря 2017 телеканал вещает в формате 16:9.
В связи с российским вторжением в Украину с 24 февраля по 27 марта 2022 года телеканал круглосуточно транслировал информационный марафон «Единые новости». В эфире отсутствовала реклама.
С 28 марта 2022 года телеканал возобновил самостоятельное вещание, изменив программную сетку и начал вещание в формате высокой четкости (HD).
24 мая 2022 года в связи с обновлением дизайн-системы брендов НСТУ телеканал «UA: Культура» сменил название на «Общественное Культура».

## Программная концепция вещания
- Язык, которым ведутся передачи (в процентном соотношении): украинский 100%;
- Часть программ собственного производства: 12 часов в сутки (50%);
- Минимальная часть национального аудиовизуального продукта (в том числе собственного производства): 21 час 36 минут в сутки (90%);
- Максимальная часть аудиовизуальной продукции зарубежного производства: 2 часа 24 минуты в сутки (10%);
- Формат: культурологический.

## Программы

### «Лекторий»
«Лекторий. Музыка» (ранее – «#МузLove с Любой Морозовой») (укр. «Лекторій. Музика», раніше – «#МузLove з Любою Морозовою»)
Еженедельная программа о классической и современной музыке.
Ведущие – музыковед, музыкальный критик Любовь Морозова и журналист Юрий Макаров.
«Лекторий. Поэзия» (ранее – «Время поэзии») (укр. «Лекторій. Поезія», раніше – «Час поезії»)
Еженедельная программа об украинской поэзии.
Ведущие – поэт, лауреат Шевченковской премии Василий Герасимьюк и поэт, лауреат премии «ЛитАкцент года» Мирослав Лаюк.
«Лекторий. Литература» (ранее – «#БібліоFUN с Ростиславом Семкивым») (укр. «Лекторій. Література», раніше – «#БібліоFUN з Ростиславом Семківим»)
Еженедельная программа о скандальных писателях и их книгах.
Ведущие – литературовед Ростислав Семкив и литературный критик Евгений Стасиневич.
«Лекторий. Кино» (ранее – «#KіноWALL с Сергеем Трымбачем») (укр. «Лекторій. Кіно», раніше – «#KіноWALL з Сергієм Тримбачем»)
Цикл программ, посвященный влиятельным зарубежным фильмам последних тридцати лет.
Ведущий – кинокритик Сергей Трымбач.
«Как смотреть кино» (укр. «Як дивитися кіно»)
Еженедельная авторская программа киноведа, главного редактора интернет-издания «Moviegram» Лукьяна Галкина.
«Открывай Украину с Общественным» (укр. «Відкривай Україну з Суспільним»)
«Концерт на UA: Культура»
Еженедельные телеверсии актуальных концертов классической и современной музыки.
«Культура диалога» (укр. «Культура діалогу»)
Интервью с актуальными культурными и общественными деятелями. В эфире по будням.
«Музеи. Как это работает» (укр. «Музеї. Як це працює»)
Аудиовизуальный гид по музеям Киева.
Ведущая – Оля Носко.

## Бывшие программы
«Утро з Культурой» (укр. «Ранок з Культурою»)
«Позднее утро шоу» (укр. «Пізній ранок шоу»)
«#NeoСцена с Олегом Вергелисом» (укр. «#NeoСцена з Олегом Вергелісом»)
«NA HI BA»

## Спецпроекты
«UA: Культура на Книжном Арсенале» (укр. «UA:Культура на Книжковому арсеналі»)
«Украинская новая волна. UA: Культура на Одесском кинофестивале» (укр. «Українська нова хвиля. UA: Культура на Одеському кінофестивалі»)
«Захвати сцену» (укр. «Захопи сцену»)
Театральне реаліті-шоу за проєктом Британської Ради в Україні.
«Кобзотроника» (укр. «Кобзотроніка»)
«DOCU/Культура»
«Культура фестивалей» (укр. «Культура фестивалів»)
«Sziget. Как это работает» (укр. «Sziget. Як це працює»)
«UA: Культура на Lviv Book Forum»
«MyStreetFilms». Голос украинских городов (укр. «MyStreetFilms». Голос українських міст)
«UA: Культура на Днях Вышеградского кино» (укр. «UA: Культура на Днях Вишеградського кіно»)
Спектакли Киевского академического Молодого театра

## «Кинокульт». Киноклуб и кинофестиваль
С 2018 года на базе канала действует киноклуб «Кинокульт» (укр. «Кінокульт»). В 2018 он действовал с июля по октябрь, а в 2019 — с июня по октябрь. Просмотры происходили раз в неделю на разных локациях Общественного вещателя. В репертуаре киноклуба — зарубежное и украинское киноискусство последних лет.
Два года подряд киноклубный сезон завершался одноименным кинофестивалем. Второй фестиваль назывался «Кинокульт. Фестиваль культового кино». Его посетило больше тысячи зрителей.
Организационный комитет «Кинокульта» — Лукьян Галкин (программный директор), Юрий Самусенко (программный координатор), Катерина Янюк (продюсер).